# Superboy (serie televisiva)
Superboy è una serie televisiva statunitense trasmessa dal 1988 al 1992, basata sull'omonimo supereroe pubblicato da DC Comics.

## Episodi
| Stagione         | Episodi | Prima TV originale | Prima TV Italia |
| ---------------- | ------- | ------------------ | --------------- |
| Prima stagione   | 26      | 1988-1989          |                 |
| Seconda stagione | 26      | 1989-1990          |                 |
| Terza stagione   | 26      | 1990-1991          |                 |
| Quarta stagione  | 22      | 1991-1992          |                 |